# Финска Демократска Република
Финска Демократска Република (фин. Suomen kansanvaltainen tasavalta) је била краткотрајна сателитска држава Совјетског Савеза. Састојала се од територије коју је Црвена армија заузела током Зимског рата. Влада ове државе позната је и под именом Теријоки влада (фин. Terijoen hallitus). Влада је распуштена током рата, када је совјетска влада увидела да на тај начин неће успети да склопи мир са Финском.

## Историја
Финска Демократска Република основана је 1. децембра 1939. године у финском пограничном граду Теријокију (данас Зеленогорск, Русија). Током њеног постојања, фински комуниста Ото Кусинен био је председник владе. Владу су сачињавали фински комунисти, који су побегли у Совјетски Савез након Финског грађанског рата 1918. године. Ова влада је себе сматрала прелазном, а циљ јој је био долазак до Хелсинкија, где је требало да буде формирана влада састављена од разних политичких групација и партија.
Совјетски министар спољних послова, Вјачеслав Молотов, истакнуо је немачком амбасадору да Совјетски Савез нема намеру да од Финске направи совјетску републику, него се само нада да ће СССР с овом владом моћи да успостави дијалог око решавања тада осетљивог питања сигурности околице Лењинграда.
Совјети су успоставили дипломатске односе са владом Финске ДР, након чега су Ото Кусинен и Молотов потписали споразум о међусобној сарадњи и тајни споразум 2. децембра 1939. године. Тајни споразум је предвиђао да након што би Финска ДР формирала владу у Хелсинкију, препустила би одређене делове финске територије Совјетском Савезу.
Финска Демократска Република није задобила већу подршку међу финском радничком класом, што је било супротно од надања владе Совјетског Савеза. Осим тога, влада Финске ДР била је призната једино од стране Совјетскоиг Савеза.
Финска Демократска Република је, 12. марта 1940. године, прикључена Карелијској АССР унутар Руске СФСР, да би након тога била формирана Карело-Финска ССР, једна од конститутивних совјетских република.